# Hugo Scherzer
Hugo Scherzer (10 de julho de 1889 – 24 de dezembro de 1940) foi um compositor americano. O seu trabalho fez parte do evento musical da competição de arte nos Jogos Olímpicos de 1932. Ele afogou-se no oceano ao largo de Santa Monica, Califórnia, em 1940.